# مات إيب
مات إيب هو كاتب أغاني ومغني كندي، ولد في 25 نوفمبر 1980.

## وصلات خارجية
- مات إيب على موقع ميوزك برينز (الإنجليزية)
- مات إيب على موقع ديسكوغز (الإنجليزية)